# Sodomka

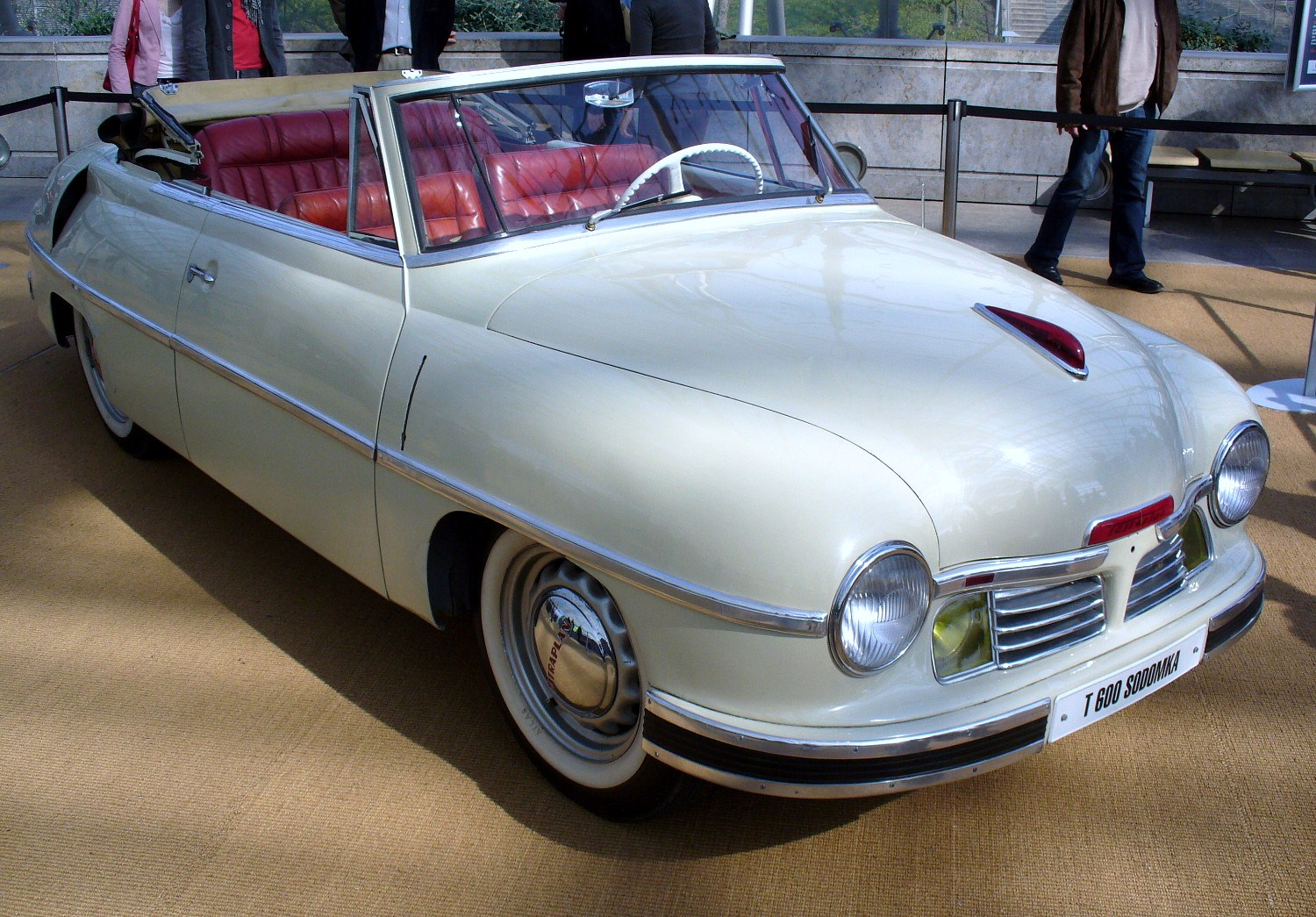
Tatra 600 mit Sodomka-Karosserie

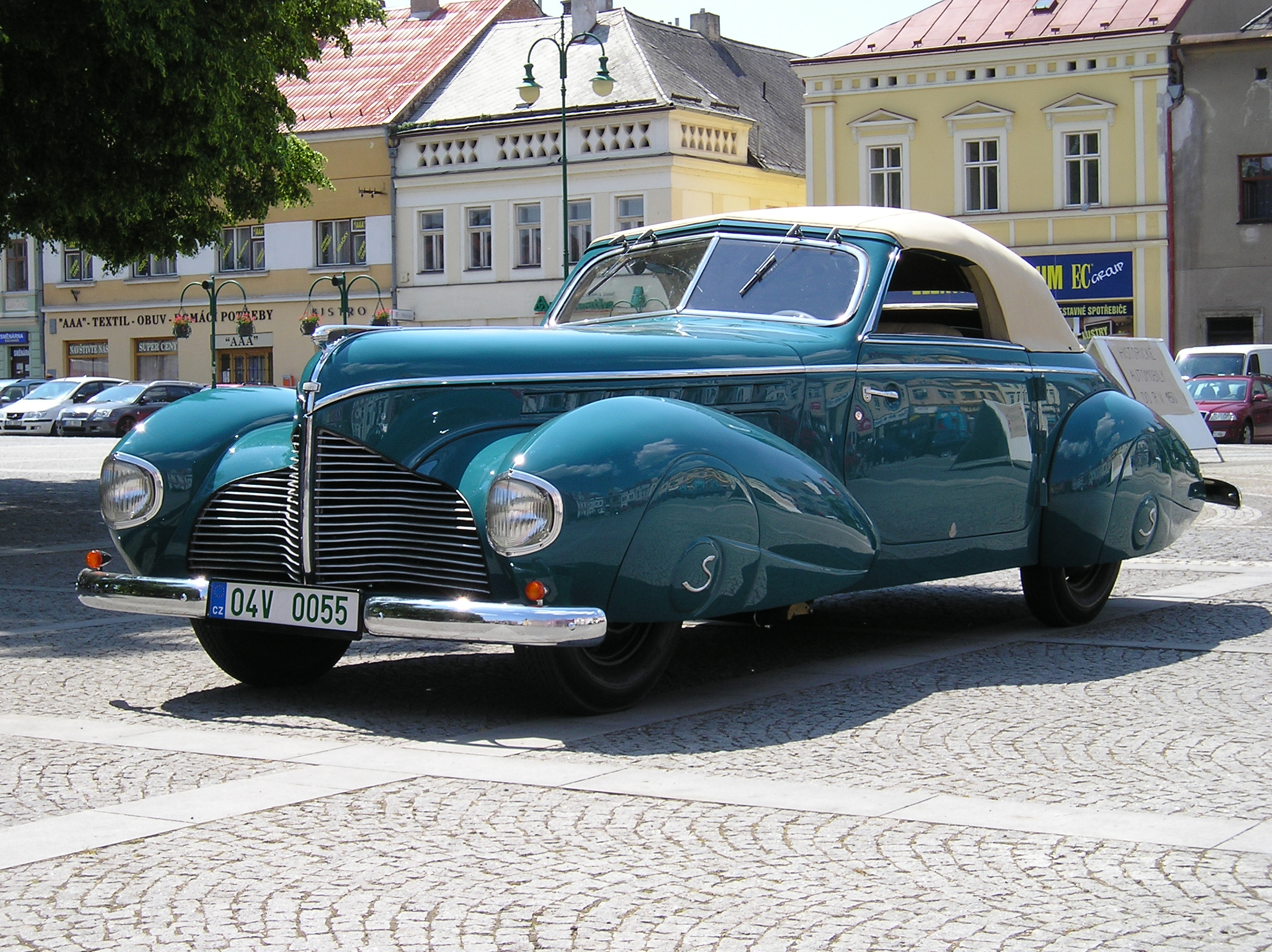
Aero 50 mit Sodomka-Karosserie

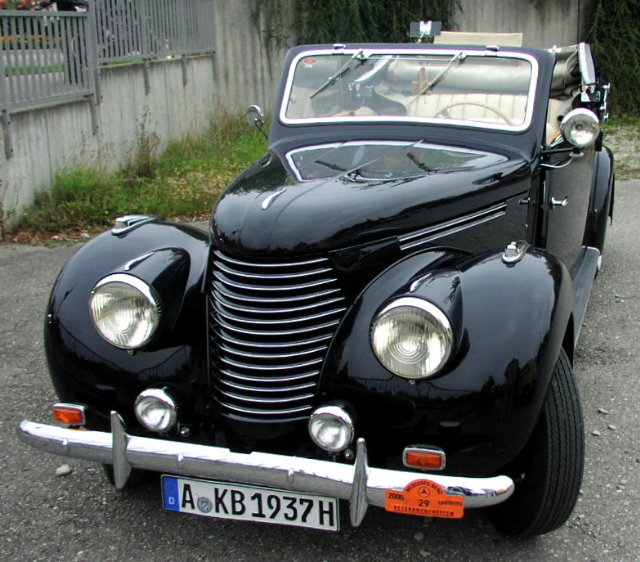
Mercedes-Benz 170 V mit Sodomka-Karosserie

Das Unternehmen Sodomka (Carrosserie Sodomka) war ein tschechischer Stellmacherbetrieb und war in Hohenmauth (Vysoké Mýto) ansässig.
Der Betrieb wurde 1895 von Josef Sodomka gegründet und war bald in Böhmen und darüber hinaus für seine stabilen und hochwertigen Kutschen bekannt. Sodomka bot seinen Kunden  an, ihre alten Kutschen gegen Aufpreis gegen neue seines Fabrikates zu tauschen. Bald wurden auch Aufbauten für PKWs angeboten. So lieferte Sodomka z. B. 1925 eine Karosserie auf dem Fahrgestell eines Praga Mignon. Ab 1926 waren auch Aufbauten für Nutzfahrzeuge erhältlich. 1928 entstanden die ersten Omnibusse, ab 1935 auch Wohnwagen.
Sodomka stellte nicht nur für tschechische Fabrikate, wie Aero, Laurin & Klement, Škoda, Praga und Tatra, Karosserien her, sondern auch für namhafte ausländische Automobilfirmen, wie Mercedes-Benz oder Rolls-Royce.
Nach dem Zweiten Weltkrieg entstanden noch einige Karosserien in Einzelanfertigung, wie z. B. das Cabriolet auf Basis des Mercedes-Benz 170. 1948 wurde die Firma enteignet und in einen volkseigenen Betrieb (národní podnik) namens Karosa n. p.  überführt.
Der neue Betrieb baute z. B. Omnibusse und Oberleitungsbusse auf Škoda-Fahrgestellen. 1962 wurde der tschechische Hersteller von Feuerwehrfahrzeugen, THZ, übernommen. Ab diesem Zeitpunkt war Karosa einziger Hersteller dieser Spezialfahrzeuge in der Tschechoslowakei. Ab 1982 kooperierte man auch mit dem Omnibushersteller LIAZ.
1993 übernahm Renault V. I. 34 % der Unternehmensanteile, 1998 ein weiteres Paket. 1999 gehörten der von Renault und IVECO gegründeten Irisbus bereits 94 % von Karosa. Karosa wurde in den IVECO-Konzern als IVECO Czech republic a.s. integriert.